# Tief im Hirn
Tief im Hirn ist ein autobiografisches Buch des Soziologen Helmut Dubiel, in dem er sein Leben mit der Parkinson-Krankheit schildert. Das Buch erschien 2006 im Münchner Verlag Antje Kunstmann.

## Inhalt
„Ich bin krank.“ So heißt es im Prolog des Buches. Und weiter: „Vor fünfzehn Jahren »hatte« ich die Krankheit, so wie andere Diabetes oder Arthrose haben. Jetzt, da immer weniger Menschem imstande sind, die Krankheit von meiner Person zu trennen, hat mich die Krankheit.“
Zu Beginn schildert Dubiel die Parkinson-Krankheit ausführlich und berichtet von den Symptomen der traditionellen Diagnose, Tremor, Rigor und Akinese. Die beobachtete er schon länger an sich, vermied aber, sich untersuchen zu lassen. Erste Ahnungen von der Erkrankung bekam er Anfang der 1990er Jahre, in immer kürzer werdenden Abständen zeigten sich Symptome, als besonders schlimm erlebte er Panikattacken. Besonders auffällig für sein Umfeld war die zum Teil skurril wirkende Überbeweglichkeit. Wegen seiner Veränderungen wandten sich Freunde und Bekannte von ihm ab.
Gemeinhin gilt Parkinson als Alterskrankheit, doch als ihm die Diagnose gestellt wurde, war Dubiel 46 Jahre alt und war gerade Hochschullehrer geworden, zudem gehörte er zum Direktorium eines „kleinen, aber berühmten Forschungsinstituts“ (das Institut für Sozialforschung in Frankfurt, um das es sich handelte, nennt er im Buch nie beim wirklichen Namen, die Justus-Liebig-Universität Gießen, an der er Soziologieprofessor geworden war, ebenfalls nicht). Über seine Krankheit sprach er dort nicht.
Am Institut wurde er als „Kronprinz“ gesehen, als voraussichtlicher Nachfolger des geschäftsführenden Direktors. Dadurch geriet er in heftige Konflikte um die Zukunft des Instituts und zog sich wegen seiner krankheitsbedingten Unsicherheit mehr und mehr aus den beruflichen sozialen Kontakten zurück. Schließlich entzog er sich den sozialen Pflichten und Auseinandersetzungen und ging für ein halbes Jahr als Gastprofessor an die University of California, Berkeley.
Zur 75-Jahr-Feier des Instituts und gleichzeitig dem 75. Geburtstag des geschäftsführenden Direktors kehrte er für wenige Tage zurück. Eine feierliche Tagung war geplant, er sollte ein zentrales Referat halten, das von den Frankfurter Kollegen als Bewerbungsvortrag erwartet wurde. Es folgte der „finsterste Tag“ seiner Karriere. Durch selbstverschuldete Fehlmedikation bereitete Dubiel sich völlig unzureichend auf das Referat vor. Er schreibt: „Bei dem Vortrag habe ich alles falsch gemacht, was man falsch machen kann. Nicht nur, dass ich keinen Punkt und keine These hatte, über die man hätte diskutieren können. Ich habe statt der vorgeschriebenen 20 Minuten 40 Minuten geredet. Wie viel hätte ich mir erspart, wenn ich im Vorfeld nur den Mut gehabt hätte zu sagen, ich sei krank und zöge mich vom Institut zurück. Auf indirekte Weise habe ich das in meinem Vortrag getan: Ich bin sitzen geblieben, als ich aufgefordert wurde, aufs Podium zu gehen, ich habe leise genuschelt, sichtbar gezittert.“
In Kalifornien folgte nach der baldigen Rückkehr eine lange Depression, Dubiel vermerkt: „Das schmähliche und demütigende Ende meines öffentlichen Lebens in Frankfurt habe ich erst allmählich ursächlich mit der Krankheit in Beziehung zu setzen gelernt.“
Durch einen glücklichen Zufall blieb ihm die Rückkehr nach Deutschland vorerst erspart, weil ihm eine zweijährige Gastprofessur an der New York University bewilligt wurde, die sogar um ein weiteres Jahr verlängert wurde. Dem New Yorker Dekan und einigen der künftigen Kollegen berichtete er vorab von seiner Krankheit, was akzeptiert wurde. Obwohl er in der Ostküsten-Metropole medikamentös gut eingestellt war und sozial gut integriert, erlebte er den bis dahin einzigen Kollaps seines gesamten Bewegungsapparates, ein totales »Off«: „Mein Schwindelgefühl nahm weiter zu, begleitet von einer für mich neuartigen Koordinationsstörung der Augen. Unabhängig von meinem Willen und unabhängig voneinander verengten und erweiterten sich meine Pupillen. Schlagartig war ich kaum noch imstande, einen Fuß vor den anderen zu setzen. Mir war, als hätte ich Schuhe aus Blei an den Füßen.“
Nach seiner Rückkehr nach Deutschland entschied sich Dubiel für eine Parkinson-Behandlung durch Tiefenhirnstimulation, der eine zehnstündige Operation bei vollem Bewusstsein und einem im Stahlring fixierten Kopf vorausgeht. Dubiel erklärt: „Bei der Tiefenhirnstimulation werden über kleine Bohrlöcher im Schädel elektrische Sonden ins Tiefenhirn eingeführt. Diese Sonden werden über einen Impulsgeber gesteuert, eine Art Hirnschrittmacher, der unter dem Schlüsselbein eingepflanzt wird.“ Nach der Operation konnte die Medikamentdosis (bis zu 30 Tabletten pro Tag) halbiert werden.
Die schlimmste Nebenfolge der Operation war eine zunehmende Störung im Sprachzentrum. Mit dieser Störung hätte Dubiel kaum mehr als Hochschullehrer arbeiten können. Doch ein Jahr nach der OP riet ihm eine Neurologin, den Schrittmacher versuchshalber abzustellen: „In derselben Sekunde kehrte meine Stimme zurück, sonor, artikuliert, nur ein wenig heiser.“ Mit dem zurückgekehrten Sprachvermögen einher gingen aber Verschlechterungen in anderen Bereichen. Später wurde der Schrittmacher so programmiert, dass verschiedene Einstellungen möglich sind: „Je nachdem, ob ich eine größere Distanz gehen oder öffentlich reden muss, muss ich meinem Schrittmacher auf ähnliche Weise Befehle erteilen wie meinem Computer. Wenn ich gut sprechen will, muss ich die Amplitude sehr niedrig einstellen. Das führt dann regelmäßig zu relativer Unbeweglichkeit und zu Depressionen. Wenn ich mehr als einen halben Kilometer laufe, muss der Wert entsprechend hoch sein. Meine Sprache ist dann leise und verwaschen. Beim Gehen kann ich nicht reden.“
In Anlehnung an den Technikkritiker Ivan Illich thematisiert Dubiel das Potential sozialer Kontrolle der Schrittmachertechnologie. Das sei jedoch nicht der einzige Nachteil im Umgang mit dem Schrittmacher: „Immer mehr intime, spontane Reaktionen werden nur noch möglich durch Vermittlung des Steuergeräts. Einen Vortrag kann ich zwar wieder halten, aber schon in der Diskussion muss ich das Gerät wieder anstellen, weil mich Wellen von Atemnot, Depressionen und Angstzuständen überschwemmen. Das schlimmste an dem neuen Zustand ist die soziale Scham über die instrumentelle Vermittlung der menschlichen Kommunikation.“ Die an ihm applizierte Technologie müsse auf naive Gemüter gruselig wirken. „Ein neurologisch Erkrankter wird durch langfristige Tabletteneinnahme zum Zombie, durch den Schrittmacher zu Frankensteins Monster.“

## Rezeption
In der Frankfurter Allgemeinen Zeitung nennt Eberhard Rathgeb Dubiels „lesenswertes Büchlein“ eine „Mischung aus Krankengeschichte, Lebensreflexionen, Zeitanalyse.“ Das Buch über die Krankheit verrate in Duktus und Stil einen in den siebziger Jahren sozialisierten Sozialwissenschaftler: „Er ist ein kritischer Intellektueller in der technisch-wissenschaftlichen Welt, ein Mann von Erkenntnis und Interesse, ohne Scheu vor persönlichen Bekenntnissen. Man liest in diesem Buch deswegen nicht nur die Krankengeschichte eines einzelnen, sondern man sieht und hört eine theorieaufgeladene Generation beim Nachdenken über den Körper, (..).“
In Jochen R. Klickers Rezension für Deutschlandfunk Kultur heißt es: Was an Dubiels schmalem Essay fasziniere und bestürze, sei die schonungslose und distanzierte Beschreibung seiner Krankheit sowie die intellektuelle Reflexion seiner eigenen Rolle dabei: „als Opfer wie als Täter“. Wobei der Patient als Sozialwissenschaftler diese Beschreibung ausweite zu kleinen kritischen Gesellschaftsanalysen, in denen er der Frage nachgeht, wie es sich in einer permanenten Risikogesellschaft lebt.
Martin Lütke erinnert in der Frankfurter Rundschau daran, dass es einige solcher Krankengeschichten gibt. Dubiels Geschichte unterscheide sich von ihnen durch ihre radikale Klarheit. Er mache sich und uns nichts (mehr) vor. Er akzeptiere die Kontingenz und die damit einhergehende Sinnlosigkeit. Damit helfe er auch uns, die Kranken, mit denen wir umgehen (müssen), besser zu verstehen.

## Ausgaben
- Tief im Hirn. Kunstmann, München 2006, ISBN 978-3-88897-451-9.
  - Niederländisch: Het gebeurt helemaal in mijn hoofd. Cossee, Amsterdam 2008, ISBN 978-90-5936-187-4.
  - Chinesisch: Da nao shen chu. Vi wei De guo Pa jin sen huan zhe de jing li. Xin xing chu ban she, Be jing 2008, ISBN 978-7-80225-395-7.
- Tief im Hirn. Mein Leben mit Parkinson. Taschenbuchausgabe, Goldmann, München 2008, ISBN 978-3-442-15461-6.